# AgustaWestland
AgustaWestland fue una compañía diseñadora y fabricante de helicópteros italiana, con sede en Italia. Fue creada en julio del año 2000 cuando Finmeccanica S.p.A. y GKN plc acordaron la fusión de sus respectivas empresas subsidiarias de fabricación de helicópteros, Agusta y Westland Helicopters, para formar AgustaWestland manteniendo Finmeccanica y GKN cada una la mitad del accionariado.
El 26 de mayo de 2004 GKN confirmó que vendería la mitad del accionariado por un total de 1.060 millones de libras esterlinas. AgustaWestland pasó a ser una subsidiaria que pertenece en su totalidad a la italiana Finmeccanica. En 2016 se incorporó en la división de helicópteros Leonardo (antigua Finmeccanica)
AgustaWestland abrió oficinas en Filadelfia en 2005, y ganó el contrato para la construcción del nuevo helicóptero presidencial, el Marine One.

## Productos
- Productos Actuales
  - AgustaWestland EH101
  - VH-71 Kestrel - variante VIP del EH101 para el helicóptero presidencial Marine One, del Cuerpo de Marines de los Estados Unidos.
  - AgustaWestland AW109
  - AgustaWestland AW119
  - AgustaWestland AW139 (antiguamente conocido como AB139, diseñado conjuntamente con Bell)
  - AgustaWestland AW149
  - AgustaWestland AW159
  - AgustaWestland AW169
  - AgustaWestland AW189
- Antiguos productos de Agusta:
  - A101G
  - A106
  - A109
  - A119 Koala
  - A129 Mangusta
- Antiguos productos de Westland:
  - Super Lynx 300
- Diseños conjuntos:
  - NH90 (participación del 32%)
  - BA609 (participación del 50%)
- Bajo licencia de producción:
  - AB412
  - Westland WAH-64 Apache versión del Boeing AH-64 Apache (67 unidades para el Ejército Británico)

## Galería de imágenes

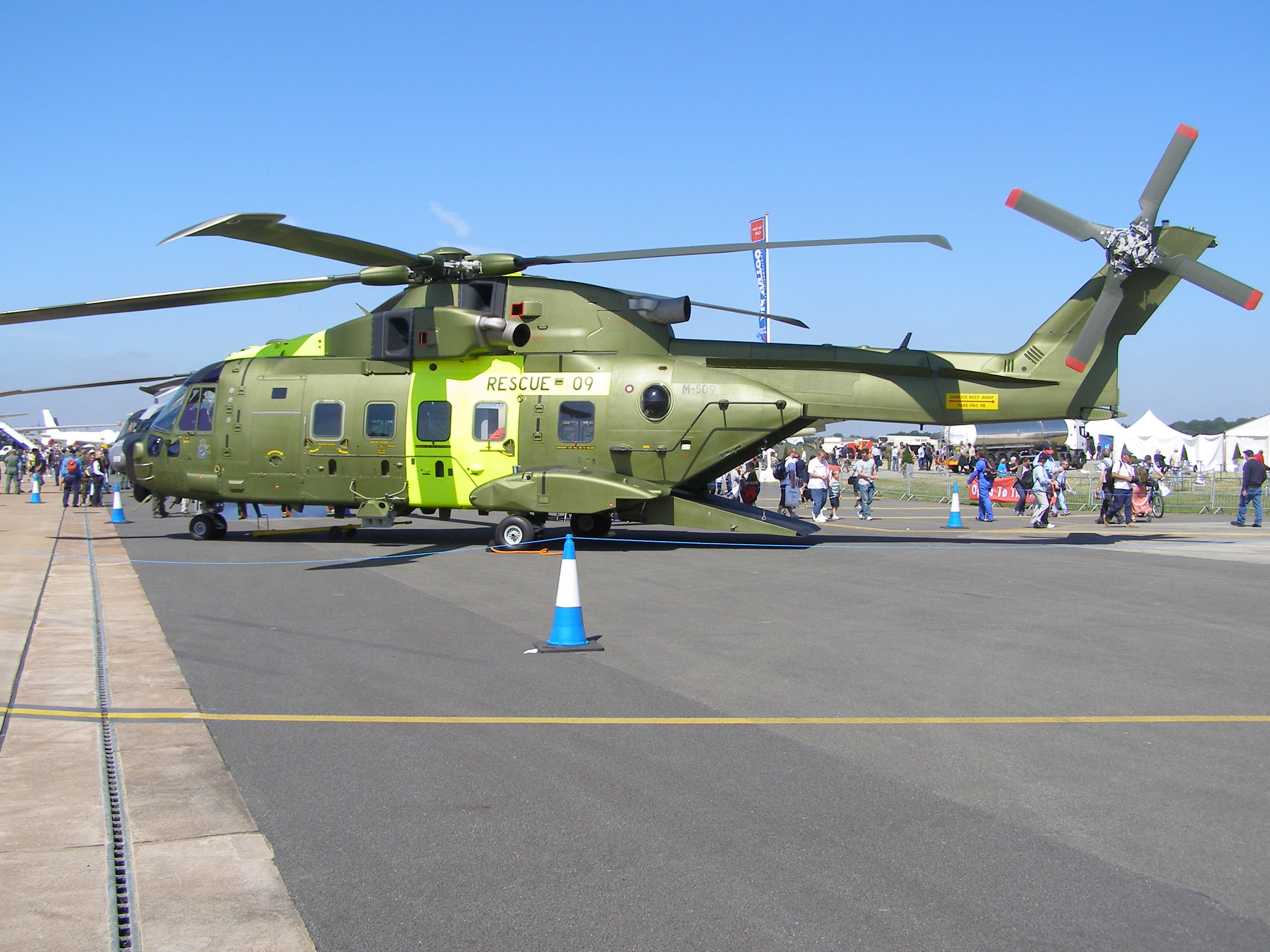
EH101
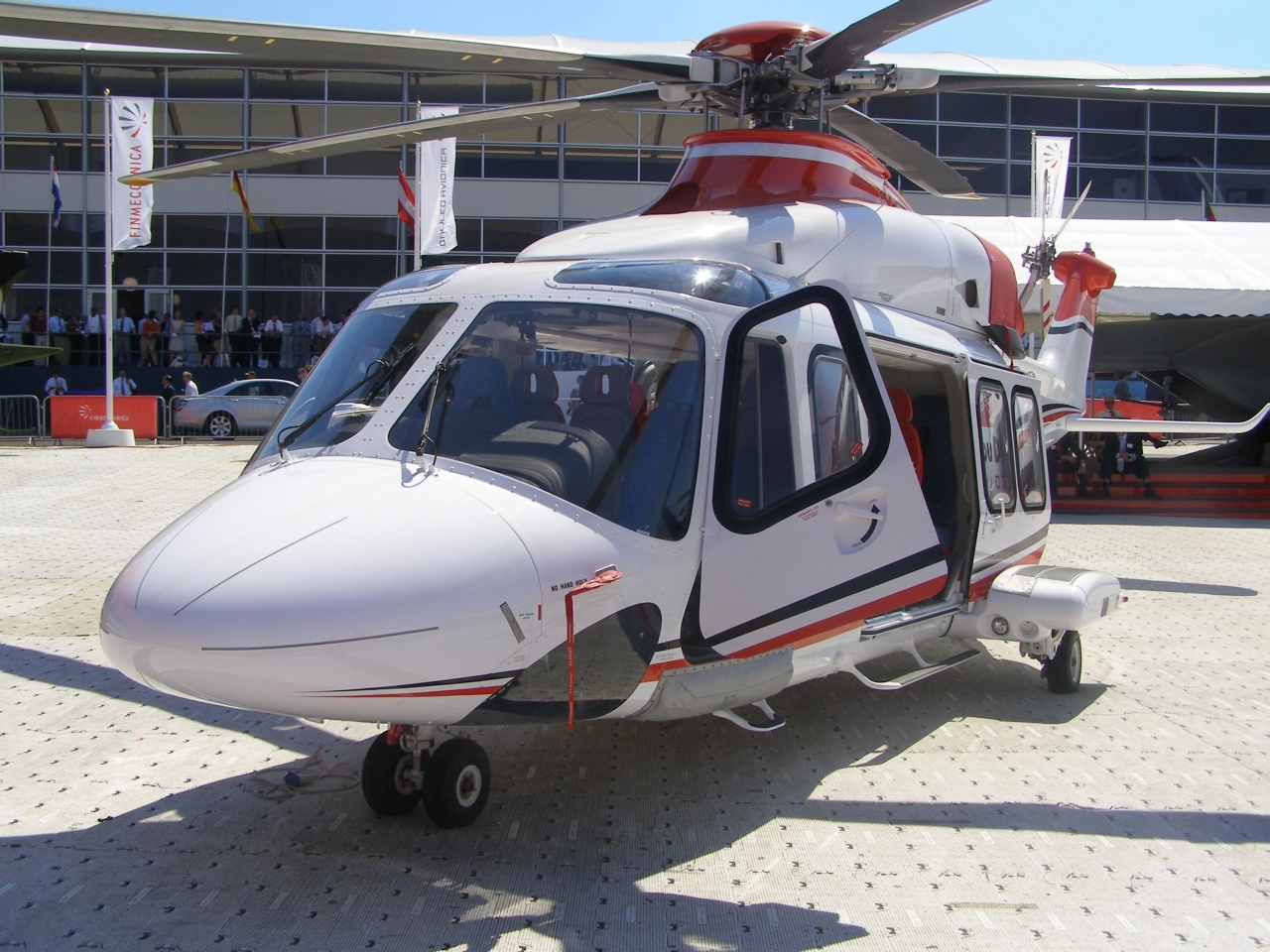
AW139
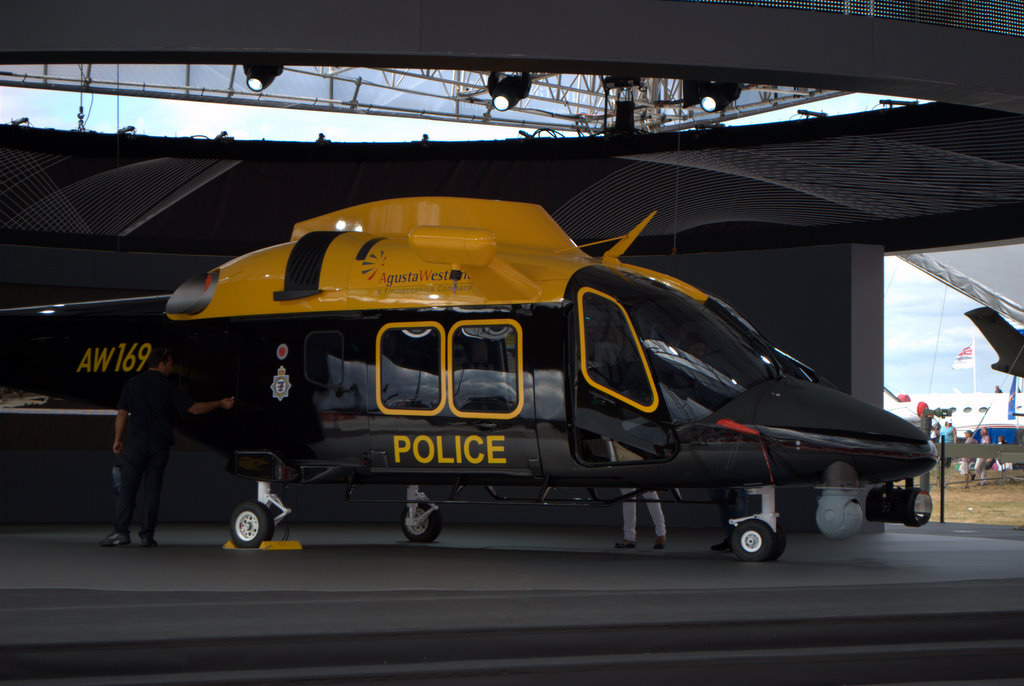
AW169
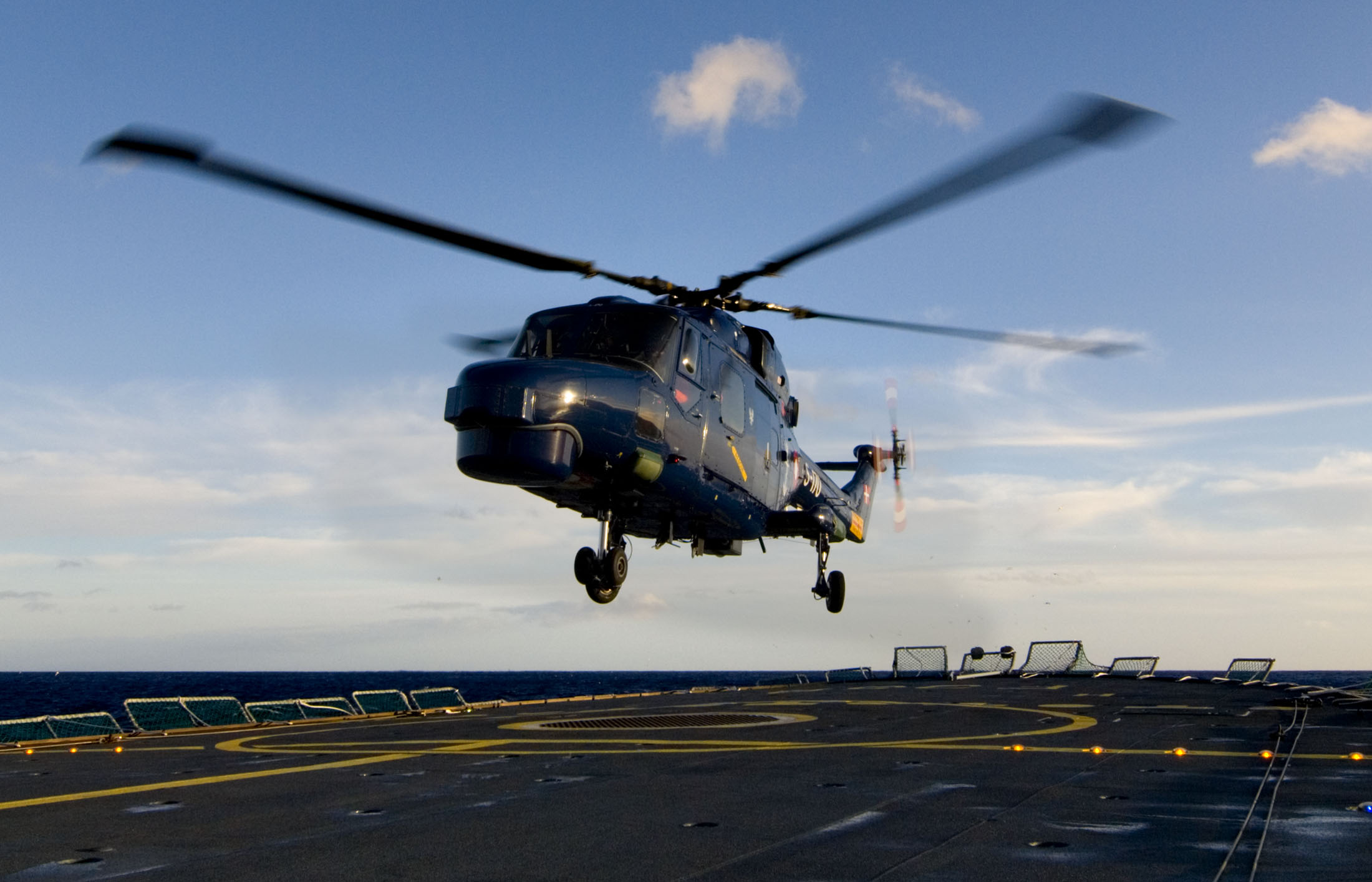
Lynx
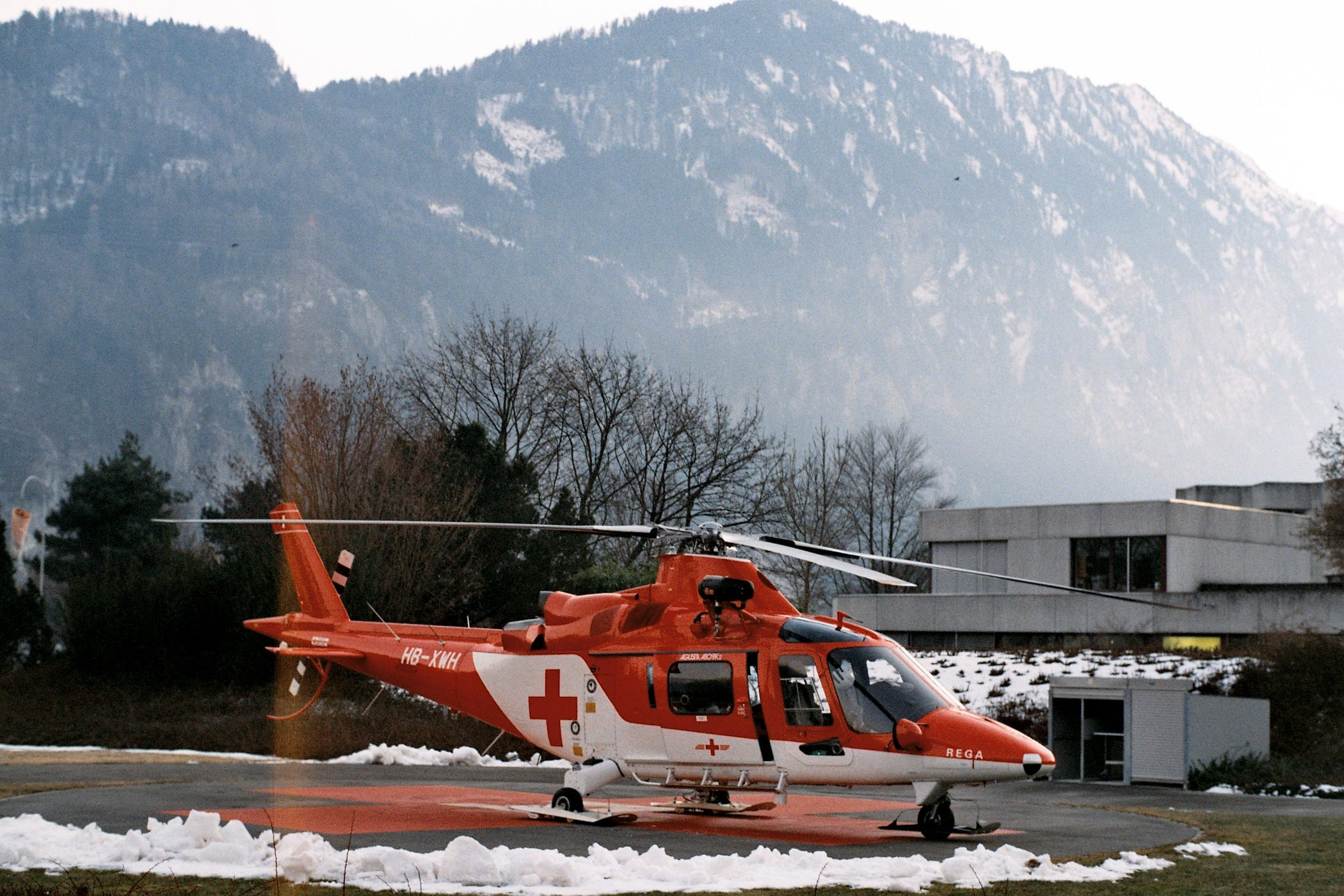
A109K2
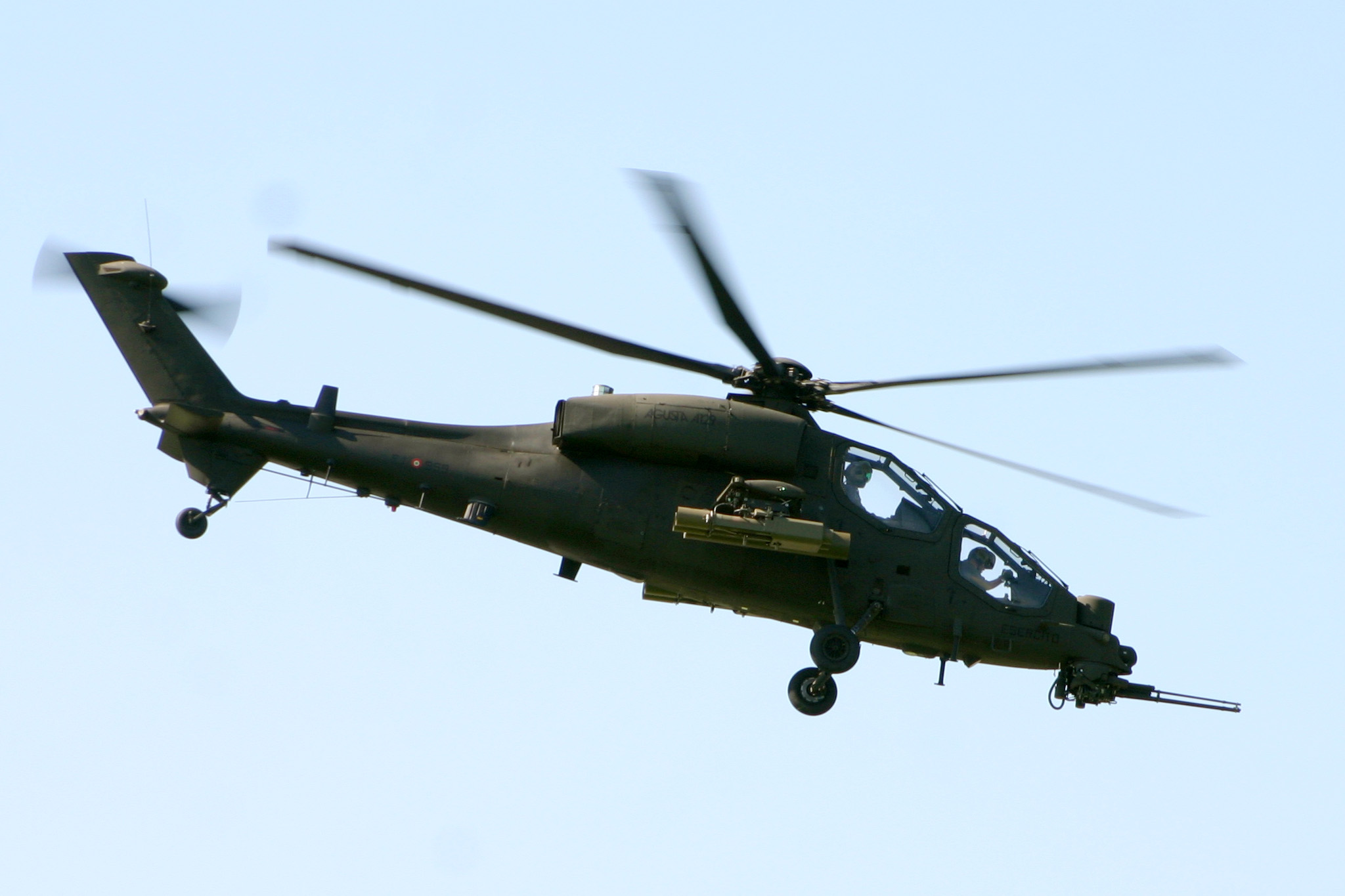
A-129CBT Mangusta
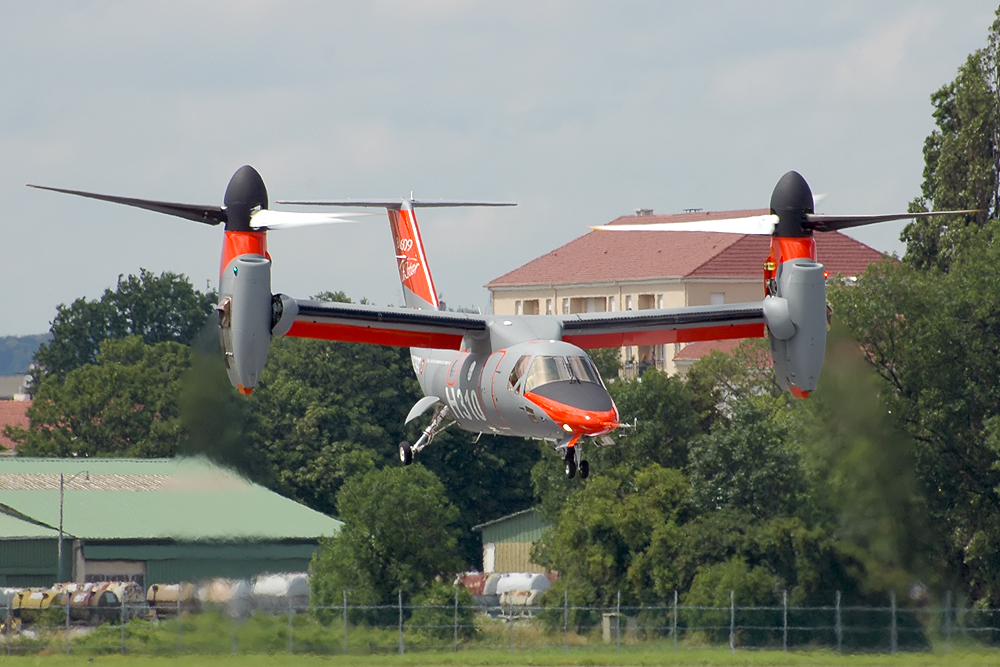
BA609
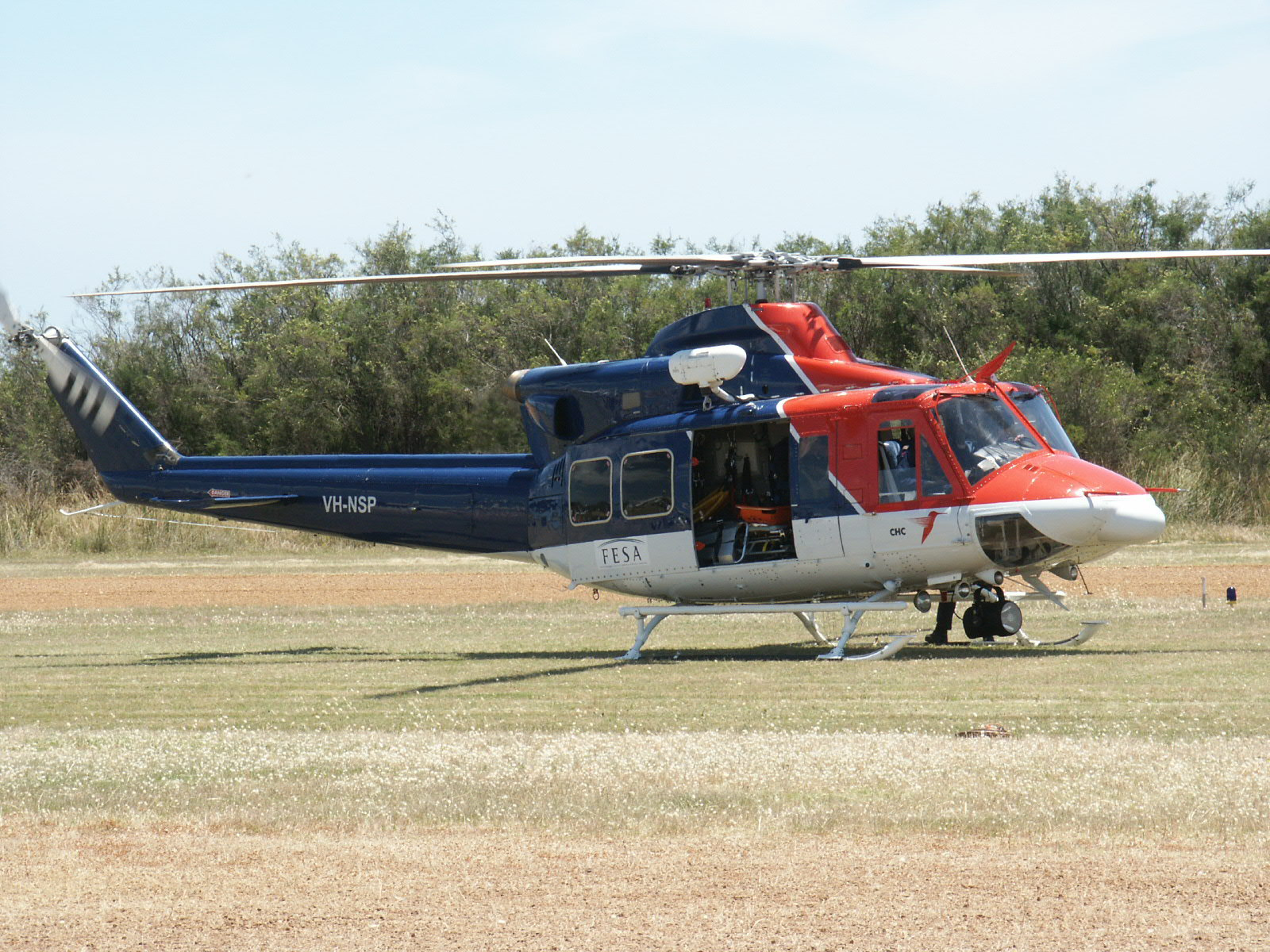
Agusta Bell AB412
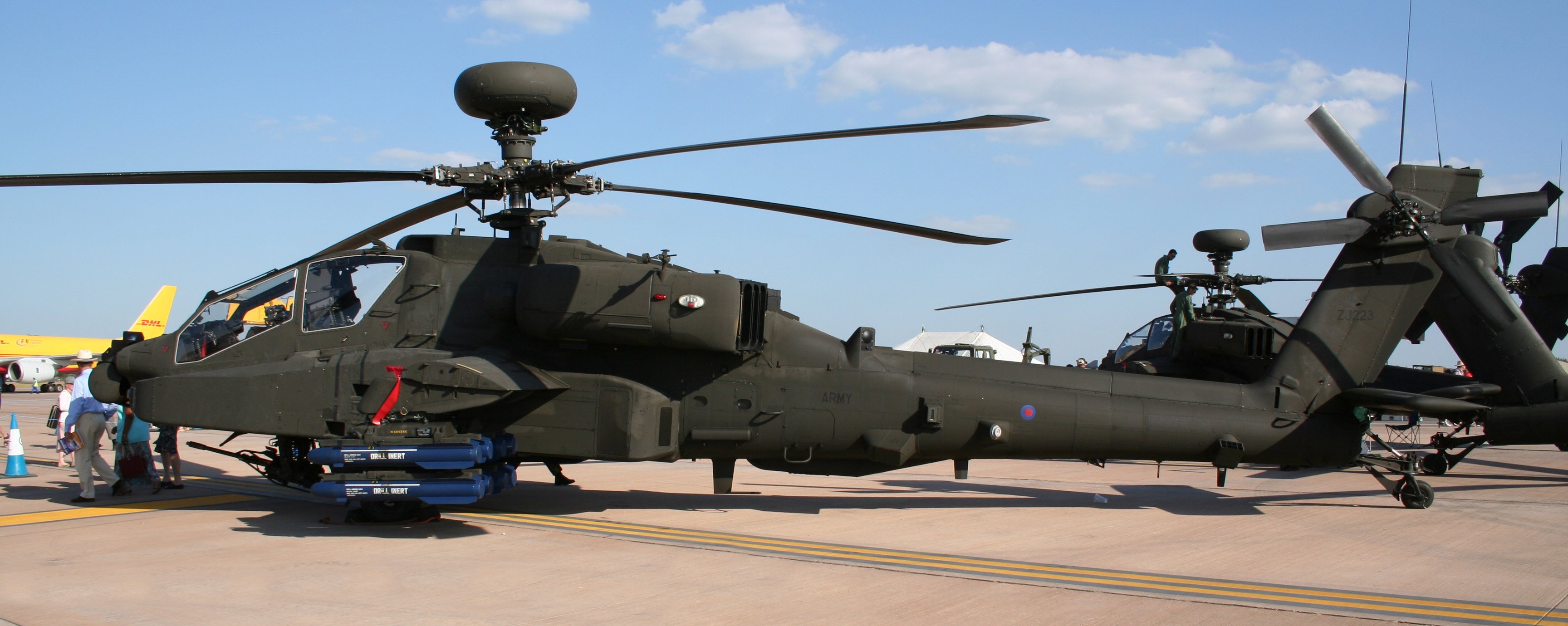
WAH64 Apache